# Framtiden (politiskt parti)
Framtiden var ett lokalt politiskt parti som var registrerat för val till kommunfullmäktige i Härryda kommun. Partiet var representerat i Härryda kommunfullmäktige under mandatperioden 1991/1994.